# Нотація Ейнштейна
Нотація Ейнштейна (Правило сумування Ейнштейна) — позначення підсумовування індексованих величин, при якому знак суми {\displaystyle \Sigma } опускається. 
Нотація була запроваджена Альбертом Ейнштейном для запису формул загальної теорії відносності в 1916 році. Пізніше вона поширилася на інші галузі фізики й математики. 
При застосуванні нотації Ейнштейна діє правило: якщо індекс повторяється внизу і вгорі, тобто, як коваріантний і контраваріантний, то це означає підсумовування. Наприклад, 
{\displaystyle a_{i}b^{i}=\sum _{i=0}^{3}a_{i}b^{i}},
де {\displaystyle a_{i}} та {\displaystyle b_{i}} - довільні 4-вектори. 
Нотація може застосовуватися і до одного 4-тензора. Так, позначення {\displaystyle T_{i}^{i}} - означає суму діагональних елементів 4-тензора {\displaystyle T_{i}^{j}}. 
В тензорному аналізі, зокрема в його додатках до загальної теорії відносності і диференційної геометрії, при записі виразів з багатокомпонентних величин, пронумерованих верхніми і нижніми індексами (тензорів), для економії запису зручно використовувати правило, назване правило сумування Ейнштейна: якщо одна і та ж буква в позначенні індексу зустрічається і зверху, і знизу, то такий член вважається підсумованим по всіх значеннях цієї букви, наприклад у виразі
{\displaystyle v_{k}=a_{i}b_{k}^{i}}

## Просторові індекси
В теорії відносності діє також правило, за яким індекси 4-тензорів позначаються латинськими літерами. Якщо потрібно виділити тільки просторові компоненти 4-тензорів, то вживаються грецькі літери. Наприклад, позначення {\displaystyle g^{0\alpha }} - означає звичайний вектор у тривимірному просторі, компоненти якого складені з компонент 4-тензора {\displaystyle g^{ij}}
{\displaystyle g^{0\alpha }=(g^{01},g^{02},g^{03})}.
Відповідно, повторення грецьких індексів вгорі й унизу означає  підсумовування по цих індексах: 
{\displaystyle a_{\alpha }b^{\alpha }=\sum _{\alpha =1}^{3}a_{\alpha }b^{\alpha }}.